# Eddie Buczynski
Pour les articles homonymes, voir Buczynski.
Eddie Buczynski était un archéologue Wiccan et américain de premier plan qui a fondé deux traditions distinctes de la Wicca : Welsh traditionaliste sorcellerie et la fraternité minoenne.

## Biographie
Issu d'une famille ouvrière new-yorkaise, Eddie Buczynski se destinait à l'origine à la prêtrise catholique. Il abandonna cette idée, pour vivre son homosexualité, il s'installa à Greenwich Village en 1964.
Il fut initié dans un coven wiccan en 1972 (New England Covens of Traditionalist Witches). Dans le milieu wiccan, il rencontra Leo Martello et Herman Slater. Avec ce dernier, qui devint son compagnon, il créa la librairie ésotérique et maison d'édition new-yorkaise The Warlock Shop, devenue ensuite The Magickal Childe Bookshop, qui publia des rééditions de John Dee ou Gerald Gardner ou le célèbre « Necronomicon Simon » (dont il sera un des consultants).
Il créa ensuite ses propres traditions sorcières, dont la Welsh Traditional Witchcraft (1972). Il abandonna cette tradition, afin d'être initié à la Wicca Gardnerian. Il fut donc initié par "Sierra" à la Wicca Gardnerienne dans les années 73-74, Eddie a alors formé avec sa partenaire de travail et grande prêtresse, un coven dans le Kentucky de lignée de la tradition gardnerienne. Mais à la suite de divergences, il décida de se séparer, et créa, sa propre branche de la Wicca traditionnelle (sœur de la Wicca Gardnerian), appelé la New-York Wica Tradition. Puis en 1977, il fonda la Fraternité Minoenne (Minoan Brotherhood), tradition sorcière pour les hommes qui aiment les hommes s'inspirant des cultes crétois minoens, pour offrir un lieu de pratique sécurisant aux homosexuels et bisexuels, mal accueilli dans les covens traditionnels sorcières à cette époque. Il initia des dizaines de personnes qui toutes ont formé des lignées solides et toujours actifs. Une de ses grande-prêtresse et amie, Lady Rhea, est une des figures importantes de la New-York Wica Tradition, elle est considérée comme la « Witch Queen » de New-York City et du Bronx. Lady Rhea est considérée comme la "mère" de toutes les initiés d'Eddy dans la New-York Wica Tradition avec ses con-sœur Lady Shekmet, Lady Rhiannon et Lady Viviane.
En ce qui concerne sa vie universitaire, de 1980 à 1985 il a fait des études en archéologie classique au Hunter College, où il atteignit le master au Collège Bryn Mawr de 1985 à 1988. Buczynski a été diagnostiqué avec le VIH en 1988, et est mort d'une infection à Toxoplasma gondii connexe l'année suivante.
En 2012, Michael G. Lloyd a publié une biographie de Buczynski intitulé Bull of Heaven.
En 2015, les traditions New-York Wica Tradition et Minoan Brotherhood furent exportées en Europe grâce aux efforts de John Highland un grand prêtre Wiccan americain.
En 2018, la Welsh Traditional Witchcraft atteignit la France grâce à Antinoüs Seranill (Grand prête des traditions New-York Wica Tradition et Minoan Brotherhood).